# Королевич, Евгений Витольдович
Евге́ний Вито́льдович Короле́вич (1922, п. Рутченково, Донецкая губерния — ?) — советский футболист, вратарь.

## Карьера
Выступал за команды мастеров «Шахтёр» (Сталино), «Торпедо» (Сталинград), «Торпедо» (Москва), а также дубль киевского «Динамо».
Является первым советским вратарём, забившим в свои ворота.